# 崔嵩
崔嵩（?—?），博陵郡安平县（今河北省衡水市安平县）人，出自博陵崔氏的博陵第二房，唐朝官员，唐玄宗的驸马。
崔嵩曾祖父崔弘寿，隋朝获嘉侯、左監門將軍。祖父崔万善，官至閬州刺史，封成安縣男，謚号信。父亲崔文宣。崔嵩娶唐玄宗和武惠妃所生的女儿咸宜公主，拜駙馬都尉。
上元二年（761年），咸宜公主的丈夫驸马杨洄牵扯岐王李珍谋反案，自杀。咸宜公主后来改嫁崔嵩。崔嵩官至驸马都尉。